# Regelbundet yttre mått
Regelbundet yttre mått är ett koncept inom matematik, mer specifikt måtteori. Ett regelbundet yttre mått är ett mått om varje mängd kan approximeras med en mätbar mängd.

## Definition
I måtteori är ett yttre mått {\displaystyle \mu ^{*}\,} i rummet {\displaystyle X\,} regelbundet om det för varje {\displaystyle A\subset X} finns en {\displaystyle \mu ^{*}\,}-mätbar mängd {\displaystyle B\supset A} så att
{\displaystyle \mu ^{*}(A)=\mu (B)\,.}.
Om {\displaystyle \mu ^{*}(X)<\infty } och {\displaystyle \mu ^{*}\,} är regelbundnet kan man visa att {\displaystyle A\subset X} är {\displaystyle \mu ^{*}\,}-mätbar om och endast om 
{\displaystyle \mu ^{*}(A)+\mu ^{*}(\complement A)=\mu (X).}.

## Borelregelbundna yttre mått
Om {\displaystyle (X,{\mathcal {T}})\,} är ett topologiskt rum så är ett yttre mått {\displaystyle \mu ^{*}\,} i {\displaystyle X\,} ett Borelregelbundet yttre mått om det för varje {\displaystyle A\subset X} finns en Borelmängd {\displaystyle B\supset A} så att
{\displaystyle \mu ^{*}(A)=\mu ^{*}(B)\,.}.

## Exempel
Yttre Lebesguemåttet och Yttre Hausdorfmåttet är regelbundna och Borelregelbundna.